# Patientförening
En patientförening eller patientorganisation är en förening som samlar människor med samma diagnos, sjukdom, eller liknande diagnoser eller sjukdomar. En patientförening har ofta ett tudelat syfte, där den ena delen är att bedriva social och medlemsstödjande verksamhet. Genom föreningen kan medlemmarna stötta och hjälpa varandra att hantera sin sjukdom, och de konsekvenser denna får för deras dagliga liv. Patientföreningar försöker också ofta ta tillvara sina medlemmars politiska intressen, särskilt vad gäller sjukvården, samt främja medicinsk forskning som kan vara till gagn för den egna patientgruppen.
Vissa patientföreningar är öppna för både patienter och patienternas föräldrar, anhöriga, vänner och/eller forskare, medan andra är öppna bara för patienterna själva. En del patientföreningar får bidrag från staten, men även föreningar utan detta stöd kan kallas patientföreningar.